# Malversació de cabals públics
La malversació de cabals públics és un delicte contra la Hisenda pública consistent en la utilització indeguda dels béns materials o fons públics per part de les persones que s'encarreguen de controlar-los i custodiar-los.
Dins d'aquesta definició, s'anomena peculat quan un funcionari públic disposa, per a ell mateix o per a altres, dels béns materials públics als quals té accés per al desenvolupament de les seves funcions, i que per tant només pot ser comès per un funcionari públic amb béns públics sota la seva cura.

## Regulació legal a Espanya
El Codi Penal d'Espanya en el capítol VII del títol XIX, dedicat als delictes contra l'Administració pública, regula a l'article 432 la malversació de cabals públics. Hi estableix que: 
| « | Les autoritats o funcionaris que, amb ànim de lucre, sostraguessin o consentissin que un tercer, amb igual ànim, sostregui els cabals o efectes públics que tingui al seu càrrec per raó de les seves funcions, incorren en la pena de presó de tres a sis anys i inhabilitació absoluta per un termini de sis a deu anys. | » |